# Vladimir Karpec
Vladimir Aleksandrovič Karpec (in russo Владимир Александрович Карпец?; trasl. angl. Vladimir Karpets; Leningrado, 20 settembre 1980) è un ex ciclista su strada e pistard russo, professionista dal 2001 al 2013. Passista-scalatore, vinse la classifica giovani al Tour de France 2004, la Volta Ciclista a Catalunya 2007 e il Tour de Suisse 2007.

## Carriera

### 2001-2007: gli esordi e i successi
Passato professionista nel 2001 nelle file di una piccola squadra russa, l'Itera, nel 2002 fa vedere subito di avere una buona propensione nelle gare con arrivo in salita e nelle cronometro. Disputando prevalentemente gare in Spagna e Portogallo, si accorge di lui la iBanesto.com, squadra poi rinominata in Illes Balears e in Caisse d'Epargne, che lo mette sotto contratto a partire dal 2003. Dopo una buona prima annata nel 2004 arriva la prima vittoria da professionista di Karpec, la classifica generale finale della Vuelta a La Rioja. Nel luglio dello stesso anno partecipa al Tour de France dove si classifica 13º e si aggiudica la maglia bianca di miglior giovane, succedendo così al connazionale Denis Men'šov che l'aveva vinta l'anno prima. Nell'occasione il "Cannibale" Eddy Merckx si profonde in complimenti verso di lui, designandolo come uno dei possibili eredi di Lance Armstrong.
Il 2005 vede la sua prima partecipazione al Giro d'Italia, dove grazie alle buone prestazioni in salita e soprattutto a cronometro termina al settimo posto nella classifica finale. Partecipa poi nuovamente al Tour de France ma la condizione fisica non ottimale lo porta a concludere molto lontano dalle posizioni di vertice. Nel 2006, dopo aver fatto bene in alcune brevi corse a tappe, è ancora protagonista nelle corse a tappe più importanti: si piazza infatti nono al Giro di Svizzera, 21º al Tour de France, dove asseconda le ambizioni del compagno Óscar Pereiro, poi vincitore a tavolino della corsa, e ottavo alla Vuelta a España, pur svolgendo perlopiù un lavoro di gregariato per il capitano designato Alejandro Valverde.
Coglie un altro successo nel 2007, aggiudicandosi il prologo della Vuelta a Castilla y León, ma nella classifica finale è solo diciannovesimo; sempre nel 2007 vince la Volta Ciclista a Catalunya davanti all'australiano Michael Rogers e a Denis Men'šov. Nel mese di giugno infine le doti da regolarista gli consentono di primeggiare al Giro di Svizzera: nell'occasioni vengono battuti Kim Kirchen e Stijn Devolder.

### 2008-2013: gli ultimi anni
Nel 2008 è al via del Giro d'Italia, ma già nella giornata inaugurale, quella della cronosquadre a Palermo, cade e rimedia un'incrinatura al polso destro; continua tuttavia la corsa, concludendola al 31º posto. Il 4 giugno, nel corso dell'operazione chirurgica a Pamplona, il dottor Jesús Alfaro Adrian gli effettua un'osteosintesi allo scafoide. Cinquanta giorni dopo Karpec torna al successo, imponendosi in solitaria nella Prueba Villafranca de Ordizia, gara di categoria 1.1 dell'UCI Europe Tour.
All'inizio della stagione 2009 viene messo sotto contratto dal Team Katusha, la neonata formazione russa iscritta al ProTour. Partecipa con successo al Tour de Romandie chiudendo al secondo posto nella classifica generale e al Tour de Suisse arrivando quinto. Nel 2010 corre sia il Giro d'Italia che il Tour de France; in agosto rinnova di un altro anno, fino al termine del 2011, il contratto che lo lega alla Katusha.
Nel 2012 ritorna in Spagna alla Movistar, che aveva lasciato al termine del 2008. Con questa squadra conclude la carriera professionistica al termine del 2013 dopo aver partecipato ancora, senza particolari risultati, a un Tour de France (2012) e a un Giro d'Italia (2013).

## Palmarès

### Strada
- 2000

Classifica generale Cinturón Ciclista Internacional a Mallorca
- 2004

Classifica generale Vuelta a La Rioja
- 2007

Classifica generale Volta a Catalunya
Classifica generale Tour de Suisse
1ª tappa Vuelta a Castilla y León (Zamora > Zamora) cronometro
3ª tappa, 2ª semitappa Volta ao Alentejo
2ª tappa Vuelta a La Rioja
- 2008

Prueba Villafranca de Ordizia

#### Altri successi
- 2004

Classifica giovani Tour de France

### Pista
- 2000

1ª prova Coppa del mondo, Inseguimento a squadre (Mosca, con Ėduard Gricun, Aleksej Markov e Denis Smyslov)

## Piazzamenti

### Grandi Giri
- Giro d'Italia

2005: 7º
2008: 31º
2010: 14º
2013: 47º
- Tour de France

2003: 100º
2004: 13º
2005: 50º
2006: 29º
2007: 14º
2009: 12º
2010: non partito (9ª tappa)
2011: 28º
2012: 53º
- Vuelta a España

2006: 7º
2007: 7º
2010: 11º
2011: 42º

### Classiche monumento
- Milano-Sanremo

2008: 55º
- Giro di Lombardia

2009: 66º